# Solido stradale
Il solido stradale è tutta la composizione che sta al di sotto della strada ed è suddivisa in pavimentazione (che protegge il tutto dagli agenti atmosferici) e dalla fondazione (che resiste a tutto il carico).
Nella fondazione (generalmente profonda un metro) si trovano, in ordine, gli strati di terreno compatto, terreno di riporto, strato anticapillare e misto granulometrico calcareo. Subito sopra la fondazione si trovano gli strati di pavimentazione che in ordine sono: misto granulometrico bituminato, strato chiuso e il tappetino di usura.
La piattaforma o solido stradale è composta dalla carreggiata (la superficie dove transitano i veicoli), suddivisa in corsie, dalle banchine (fasce laterali che possono essere opere di drenaggio o zone di emergenza) e dalle delimitazioni (possono essere rigide o flessibili).